# A7S
Александр Майкл Тайдбринк Стомберг (род. 3 мая 1994), известный как A7S — шведский певец, диджей, продюсер и автор песен. Его песня «Breaking Me» в сотрудничестве с немецким артистом Topic вышла 19 декабря 2019 года. Она достигла десятки лучших в 24 странах, включая Великобританию, Германию, Нидерланды, Австрию, Швейцарию, Канаду, Австралию и Ирландию. С «Breaking Me» A7S также впервые попал в британские чарты синглов и получил свой первый номер один в португальских чартах. Тайдбринк работал с такими артистами, как Clean Bandit, Lil Baby, Биби Рекса, Джей Бальвин, Элди Голдинг, Ники Ромеро, Hardwell, Smith & Thell и Vigiland.
Песня «Breaking Me» заняла 6-е место в мировом чарте Spotify в 2020 году, а песня «Your Love (9PM)» была 6-й по популярности на радио в мире в 2021 году
.
A7S стал со-автором песни «Only Thing We Know» от Alle Farben, которая была получила золотой статус в Германии и Австрии. Песня также заняла первое место в немецких чартах, что было вторым номером один в немецком эфире для Тайдбринка. Он также стал со-автором и приглашённым исполнителем в песне Vigiland «Be Your Friend», которая достигла седьмого места в шведском чарте и заняла четвёртое место среди самых трансляционных композиций в Швеции в 2018 году.
Его первый сингл 2020 года «Why Do You Lie to Me» с Topic и при участии американского рэпера Lil Baby, вышел 28 августа 2020 года.
В 2021 году A7S снова объединился с Topic, они переделали песню «9 PM (Till I Come)» в сотрудничестве с немецким продюсером ATB, который выпустил песню в 1990-х годах. Песня называется в "Your Love (9PM). Она была выпущена лейблом Positiva Records и попала в чарты на ряде рынков, включая Германию, и в британском чарте синглов (достигнув 23-го места 12 февраля 2021 года).

## Дискография

### Синглы

#### В качестве основного исполнителя
| Сингл                                                                      | Год  | Высшие позиции в чартах | Высшие позиции в чартах | Высшие позиции в чартах | Высшие позиции в чартах | Высшие позиции в чартах | Высшие позиции в чартах | Высшие позиции в чартах | Высшие позиции в чартах | Высшие позиции в чартах | Высшие позиции в чартах | Сертификации                                                                                               | Альбом             |
| Сингл                                                                      | Год  | SWE                     | AUS                     | AUT                     | CAN                     | GER                     | IRE                     | NLD                     | SWI                     | UK                      | US Dance/ Elec.         | Сертификации                                                                                               | Альбом             |
| -------------------------------------------------------------------------- | ---- | ----------------------- | ----------------------- | ----------------------- | ----------------------- | ----------------------- | ----------------------- | ----------------------- | ----------------------- | ----------------------- | ----------------------- | --- | ------------------ |
| «Addicted» (с Vigiland)                                                    | 2015 | 51                      | —                       | —                       | —                       | —                       | —                       | —                       | —                       | —                       | —                       | - GLF: 2× Platinum                                                                                         | Неальбомные синглы |
| «Be Your Friend» (с Vigiland & Ted Nights)                                 | 2018 | 6                       | —                       | —                       | —                       | —                       | —                       | —                       | —                       | —                       | —                       | - GLF: 5× Platinum                                                                                         | Неальбомные синглы |
| «Nice to Meet You» (с Vigiland)                                            | 2018 | 43                      | —                       | —                       | —                       | —                       | —                       | —                       | —                       | —                       | —                       | - GLF: Platinum                                                                                            | Неальбомные синглы |
| «We’re the Same» (с Vigiland)                                              | 2019 | 15                      | —                       | —                       | —                       | —                       | —                       | —                       | —                       | —                       | —                       | - GLF: 2× Platinum                                                                                         | Неальбомные синглы |
| «Breaking Me» (с Topic)                                                    | 2019 | 11                      | 4                       | 2                       | 9                       | 3                       | 3                       | 2                       | 4                       | 3                       | 3                       | - ARIA: Gold - BPI: 2× Platinum - BVMI: 2× Platinum - IFPI AUT: 3× Platinum - MC: 4× Platinum - RIAA: Gold | Неальбомные синглы |
| «Why Do You Lie to Me» (с Topic при участии Lil Baby)                      | 2020 | —                       | 94                      | —                       | —                       | 98                      | —                       | —                       | 86                      | —                       | —                       | | Неальбомные синглы |
| «Your Love (9PM)» (с Topic и ATB)                                          | 2021 | 64                      | 18                      | 8                       | 77                      | 6                       | 8                       | 7                       | 6                       | 8                       | 10                      | - ARIA: Platinum - BPI: Platinum - BVMI: 3× Gold                                                           | Неальбомные синглы |
| «Nirvana»                                                                  | 2021 | —                       | —                       | —                       | —                       | —                       | —                       | —                       | —                       | —                       | —                       | | Неальбомные синглы |
| «On and On» (с S1mba)                                                      | 2022 | —                       | —                       | —                       | —                       | —                       | —                       | —                       | —                       | —                       | —                       | | Неальбомные синглы |
| «Kernkraft 400 (A Better Day)» (с Topic)                                   | 2022 | —                       | —                       | 34                      | —                       | 26                      | —                       | 29                      | 100                     | —                       | —                       | - IFPI AUT: Gold                                                                                           | Неальбомные синглы |
| «Jumpstart»                                                                | 2022 | —                       | —                       | —                       | —                       | —                       | —                       | —                       | —                       | —                       | —                       | | Неальбомные синглы |
| «Dumb»                                                                     | 2023 | —                       | —                       | —                       | —                       | —                       | —                       | —                       | —                       | —                       | —                       | | Неальбомные синглы |
| «Lost in the Music»                                                        | 2024 | —                       | —                       | —                       | —                       | —                       | —                       | —                       | —                       | —                       | —                       | | Неальбомные синглы |
| «Monster» (с Alok)                                                         | 2024 | —                       | —                       | —                       | —                       | —                       | —                       | —                       | —                       | —                       | —                       | | Неальбомные синглы |
| «Out My Head» (с Topic)                                                    | 2024 | —                       | —                       | —                       | —                       | —                       | —                       | —                       | —                       | —                       | —                       | | Неальбомные синглы |
| «Eyes On Me»                                                               | 2024 | —                       | —                       | —                       | —                       | —                       | —                       | —                       | —                       | —                       | —                       | | Неальбомные синглы |
| «Lighter» (с Давидом Гетта и WizKid)                                       | 2025 | —                       | —                       | —                       | —                       | —                       | —                       | —                       | —                       | —                       | —                       | | Неальбомные синглы |
| «—» обозначает запись, которая не была попала в чарт или не была выпущена. |      |                         |                         |                         |                         |                         |                         |                         |                         |                         |                         | |                    |

#### Участие в синглах
| Сингл | Год  | Высшие позиции в чартах | Высшие позиции в чартах | Высшие позиции в чартах | Высшие позиции в чартах | Альбом |
| Сингл | Год  | SMR                     | SVK                     | UK                      | US Dance/ Elec.         | Альбом |
| --- | ---- | ----------------------- | ----------------------- | ----------------------- | ----------------------- | ------ |
| «Everything but You» (Clean Bandit при участии A7S)                                                              | 2022 | 38                      | 53                      | 55                      | 20                      | TBA    |
| «Location» (Cheat Codes при участии A7S)                                                                         | 2023 | —                       | —                       | —                       | —                       | TBA    |
| «—» обозначает запись, которая не была в чартах, не имела права на чарт или не была выпущена на этой территории. |      |                         |                         |                         |                         |        |

## В качестве автора
| Исполнитель                                       | Сингл                                            | Год  | Высшие позиции | Высшие позиции | Высшие позиции | Высшие позиции | Сертификации                  |
| Исполнитель                                       | Сингл                                            | Год  | AUT            | DEN            | GER            | SWI            | Сертификации                  |
| ------------------------------------------------- | ------------------------------------------------ | ---- | -------------- | -------------- | -------------- | -------------- | ----------------------------- |
| Кристофер                                         | «Bad»                                            | 2018 | —              | 10             | —              | —              | - IFPI DEN: Platinum          |
| Alle Farben                                       | «Only Thing We Know» (с Kelvin Jones и Younotus) | 2018 | 24             | —              | 20             | 41             | - BVMI: Gold - IFPI AUT: Gold |
| Hugel, Topic и Arash (singer) при участии Daecolm | «I Adore You»                                    | 2024 |                |                |                |                |                               |

## Награды и номинации
| 2018 | P3 Guld                     | Песня года                   | Как автор и исполнитель «Vigiland ft. Alexander Tidebrink — Be your friend» | Номинация | [ 54 ] |
| 2018 | 1Live Krone                 | Песня года                   | Как автор «Alle farben — Only thing we know»                                | Номинация | [ 55 ] |
| 2020 | Denniz Pop Awards           | Автор песен/продюсер-новичок | Александр Тайдбринк/A7S                                                     | Номинация | [ 56 ] |
| 2020 | 1Live Krone                 | Песня года                   | A7S «Breaking Me»                                                           | Номинация | [ 57 ] |
| 2021 | 2021 Billboard Music Awards | Песня года                   | A7S «Breaking Me»                                                           | Номинация | [ 58 ] |
| 2021 | 1Live krone Awards          | Лучший сингл                 | A7S «Your Love (9PM)»                                                       | Номинация | [ 59 ] |
| 2021 | Brit Awards                 | Международная песня года     | A7S «Your love(9pm)»                                                        | Номинация | [ 60 ] |
| 2021 | Musikförläggarnas pris      | Международный успех года     | A7S/Александр Тайдбринк                                                     | Номинация | [ 61 ] |
| 2022 | 1Live krone Awards          | Лучший танцевальный сингл    | A7S «Kernkraft 400 (A Better Day)»                                          | Номинация | [ 62 ] |